# Vitaktig strimmätare
Vitaktig strimmätare (Horisme aquata) är en fjärilsart som beskrevs av Jacob Hübner 1809-1813. Vitaktig strimmätare ingår i släktet Horisme och familjen mätare. Enligt den svenska rödlistan är arten starkt hotad i Sverige. Arten förekommer i Götaland. Artens livsmiljö är jordbrukslandskap. Inga underarter finns listade i Catalogue of Life.